# Тимофій Ефеський
Тимофій або Тимофій Ефеський (дав.-гр. Τιμόθεος, лат. Timotheus; біля 17 — біля. 80) — перший єпископ Ефеський, апостол від сімдесяти, ученик апостола Павла, християнський святий.
Тимофій був прийомним сином і одним з найближчих спільників Павла, людиною, якій «апостол поган» доручив нагляд за християнською конгрегацією Ефесу.
Тимофій, порівняно молодий чоловік (1 Тим. 4:12, 2 Тим. 2:22), мав, тим не менше, кваліфікацію, щоб стати старшим, навіть генеральним старшим, і служив як такий, оскільки проявляв необхідну духовну зрілість — розвиток в ласці та знанні — а також і інші необхідні якості.

## Єпископ Ефесу

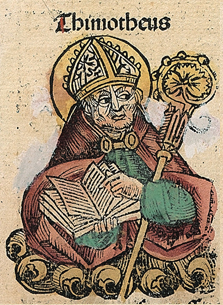
Образ Тимофія, 1-го єпископа ефеського з «Нюрнбергської Хроніки» Гартмана Шеделя, 1493

Святий Тимофій був улюбленим учнем і невтомним соратником ап. Павла. У багатьох посланнях апостол Павло дуже вихваляє його. Народився він у Лікосонському місті Лістрі в Малій Азії. Відомості про те, як св. Тимофій став учнем св. ап. Павла, ми знаходимо в книзі Діянь Святих апостолів. Місто Лістру ап. Павло відвідав під час першої проповідницької подорожі. Там він зцілив кульгавого від народження.
За легендою серед тих, хто увірував, була бабуся Тимофія і його мати Євніка. Із слів самого Павла (2 Тим. 1:5) ми довідуємося, що віра благочестивої бабки Лоїди і матері Євніки перейшла і до Тимофія. Окремої розповіді про працю Тимофія в книзі Діянь ми не знаходимо. Його історія подібна до історії проповідницьких праць ап. Павла. Де був ап. Павло, там майже завжди був і Тимофій, допомагаючи йому або виконуючи його доручення. Незадовго після того ап. Павло рукопоклав Тимофія на єпископа міста Ефесу. Потім він двічі писав до Тимофія, наставляючи його і даючи йому вказівки в його новій відповідальній пастирській діяльності. Під час ув'язнення св. Івана Богослова на о. Патмосі справу керівництва всіма церквами Малої Азії здійснював за нього св. Тимофій.
Тимофія було поставлено єпископом під час четвертої проповідницької подорожі ап. Павла в місті Ефесі. Знаходячись у першому заключенні у Римі більше року, ап. Павло душею і серцем прагнув побачити своїх духовних чад у новозаснованих ними общинах. Тому, отримавши волю, він відклав на деякий час свій найперший намір відвідати Іспанію (Рим. XV:24) і направився в Малу Азію, про що є вказівки у другому посланні до Тимофія (IV: 13—20). Тут він у 65 році виявив появу зловмисних гностичних єресей. Апостол Павло рукопоклав його на єпископа Ефеського, незважаючи на його відносну молодість (30—35 років), а сам направився далі в Македонію.

## Послання Павла до Тимофія

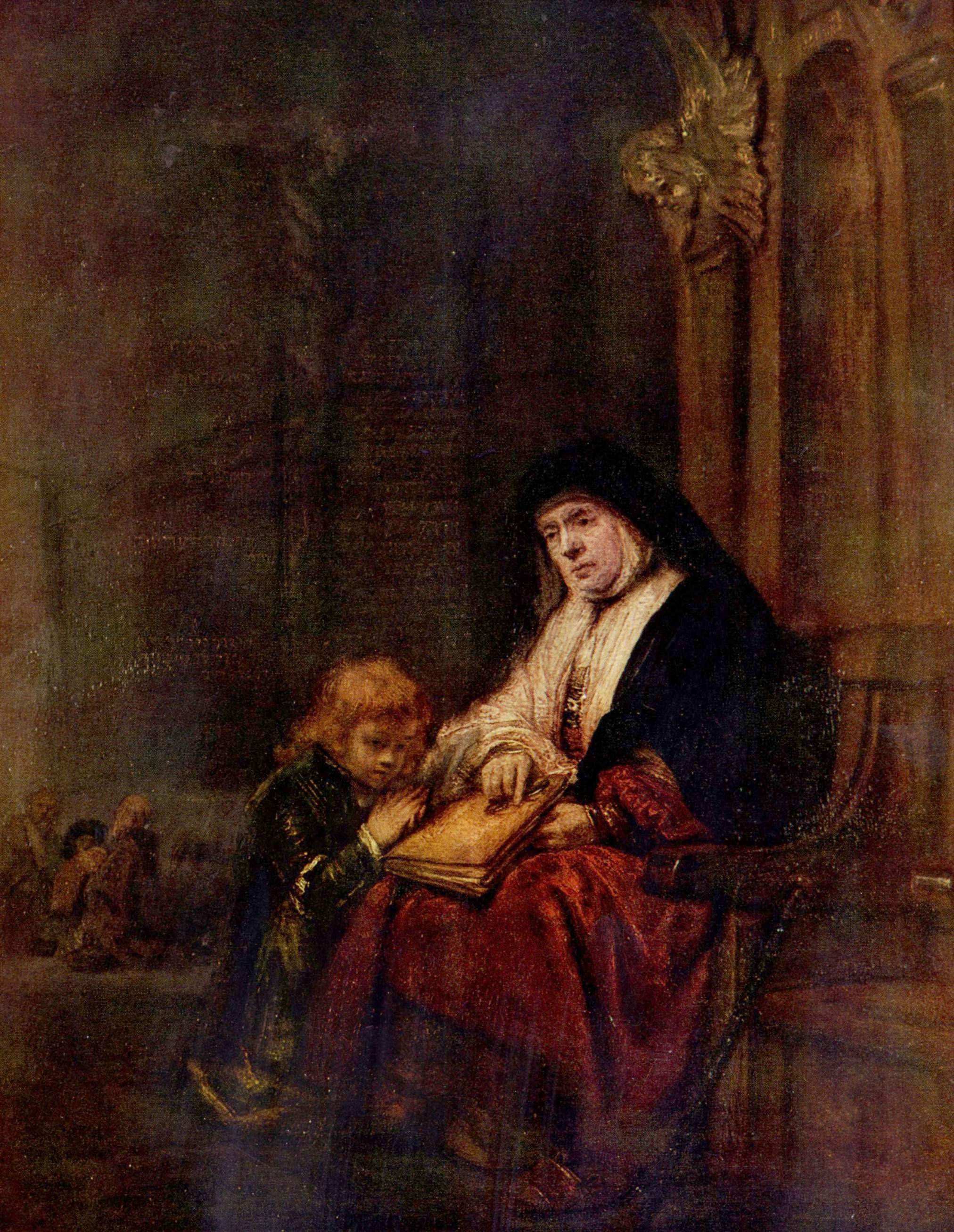
Святий Тимофій і його баба Лоїда

Апостол Павло не міг не бачити, як важко йому відстоювати свою ефеську паству від «хижих вовків», що вдерлися до неї. Тому він написав послання, відправлене із Македонії.
Часом написання цього послання був період між першим і другим ув'язненням, або четверта подорож ап. Павла, між 63 і 64 роками.
Очевидно, Тимофій не був людиною дуже міцного фізичного здоров'я, і Павло зворушливо, дуже по-батьківськи радить своєму прийомному синові «не пити самої тільки води, а пити й трохи вина заради шлунка й численних недугів» (еллінізовані євреї вірили, що розбавлене водою червоне виноградне вино лікує найрізноманітніші хвороби). Павло також дуже емоційно, з піднесенням напучує Тимофія «бути зразком для вірних у слові, у житті, у любові, у дусі, у вірі, у чистоті.» Апостол наказує молодому проводиреві церкви «стерегтися базікання і суперечок (хибного) знання, неправдиво названого так»,  але «додержувати заповідь (Христову) чистою і бездоганною аж до з'явлення Господа нашого.»

## Свята
- 22 січня — Св. Тимофія